# K Desktop Environment 3
K Desktop Environment 3 è la terza versione dell'ambiente desktop KDE. Il primo rilascio è stato reso disponibile il 3 aprile 2002.

## Tabella di marcia
| 3.0               | 3.0    | 3.0                              |
| ----------------- | ------ | -------------------------------- |
| 3 aprile 2002     | 3.0    | Prima release stabile di KDE 3.0 |
| 22 maggio 2002    | 3.0.1  | Primo aggiornamento di KDE 3.0   |
| 2 luglio 2002     | 3.0.2  | Secondo aggiornamento di KDE 3.0 |
| 19 agosto 2002    | 3.0.3  | Terzo aggiornamento di KDE 3.0   |
| 9 ottobre 2002    | 3.0.4  | Quarto aggiornamento di KDE 3.0  |
| 18 novembre 2002  | 3.0.5  | Quinto aggiornamento di KDE 3.0  |
| 3.1               |        |                                  |
| 28 gennaio 2003   | 3.1    | Prima sottoversione di KDE 3     |
| 20 marzo 2003     | 3.1.1  | Primo aggiornamento di KDE 3.1   |
| 19 maggio 2003    | 3.1.2  | Secondo aggiornamento di KDE 3.1 |
| 29 luglio 2003    | 3.1.3  | Terzo aggiornamento di KDE 3.1   |
| 16 settembre 2003 | 3.1.4  | Quarto aggiornamento di KDE 3.1  |
| 14 gennaio 2004   | 3.1.5  | Quinto aggiornamento di KDE 3.1  |
| 3.2               |        |                                  |
| 3 febbraio 2004   | 3.2    | Seconda sottoversione di KDE 3   |
| 9 marzo 2004      | 3.2.1  | Primo aggiornamento di KDE 3.2   |
| 19 aprile 2004    | 3.2.2  | Secondo aggiornamento di KDE 3.2 |
| 9 giugno 2004     | 3.2.3  | Terzo aggiornamento di KDE 3.2   |
| 3.3               |        |                                  |
| 19 agosto 2004    | 3.3    | Terza sottoversione di KDE 3     |
| 12 ottobre 2004   | 3.3.1  | Primo aggiornamento di KDE 3.3   |
| 8 dicembre 2004   | 3.3.2  | Secondo aggiornamento di KDE 3.3 |
| 3.4               |        |                                  |
| 16 marzo 2005     | 3.4    | Quarta sottoversione di KDE 3    |
| 31 maggio 2005    | 3.4.1  | Primo aggiornamento di KDE 3.4   |
| 28 luglio 2005    | 3.4.2  | Secondo aggiornamento di KDE 3.4 |
| 13 ottobre 2005   | 3.4.3  | Terzo aggiornamento di KDE 3.4   |
| 3.5               |        |                                  |
| 29 novembre 2005  | 3.5    | Quinta sottoversione di KDE 3    |
| 31 gennaio 2006   | 3.5.1  | Primo aggiornamento di KDE 3.5   |
| 28 marzo 2006     | 3.5.2  | Secondo aggiornamento di KDE 3.5 |
| 31 maggio 2006    | 3.5.3  | Terzo aggiornamento di KDE 3.5   |
| 2 agosto 2006     | 3.5.4  | Quarto aggiornamento di KDE 3.5  |
| 11 ottobre 2006   | 3.5.5  | Quinto aggiornamento di KDE 3.5  |
| 25 gennaio 2007   | 3.5.6  | Sesto aggiornamento di KDE 3.5   |
| 22 maggio 2007    | 3.5.7  | Settimo aggiornamento di KDE 3.5 |
| 16 ottobre 2007   | 3.5.8  | Ottavo aggiornamento di KDE 3.5  |
| 19 febbraio 2008  | 3.5.9  | Nono aggiornamento di KDE 3.5    |
| 26 agosto 2008    | 3.5.10 | Decimo aggiornamento di KDE 3.5  |

## Galleria d'immagini

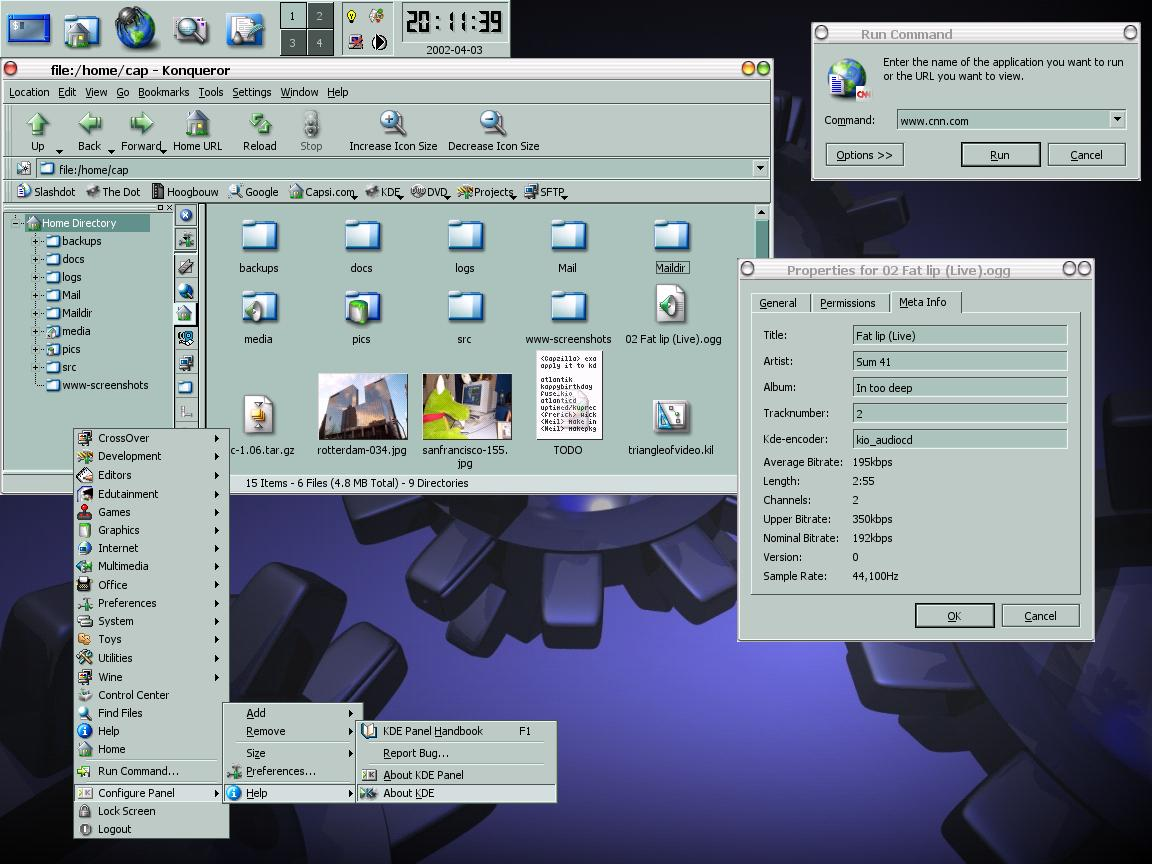
KDE 3.0
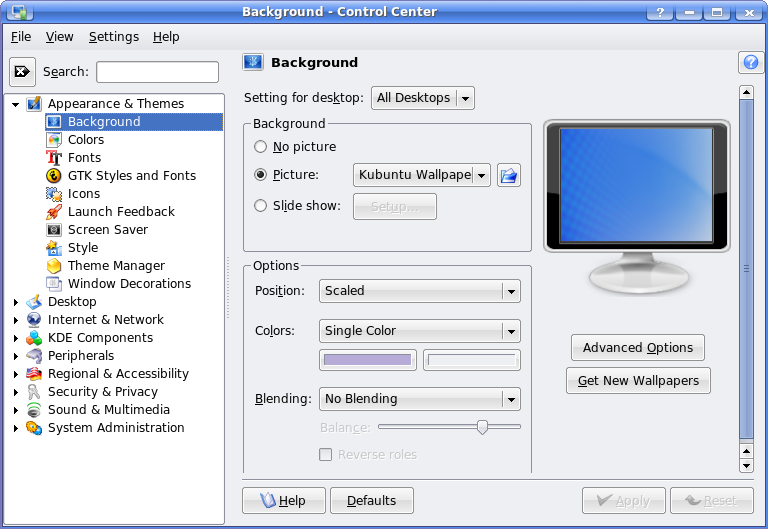
Kcontrol su Kubuntu 8.04
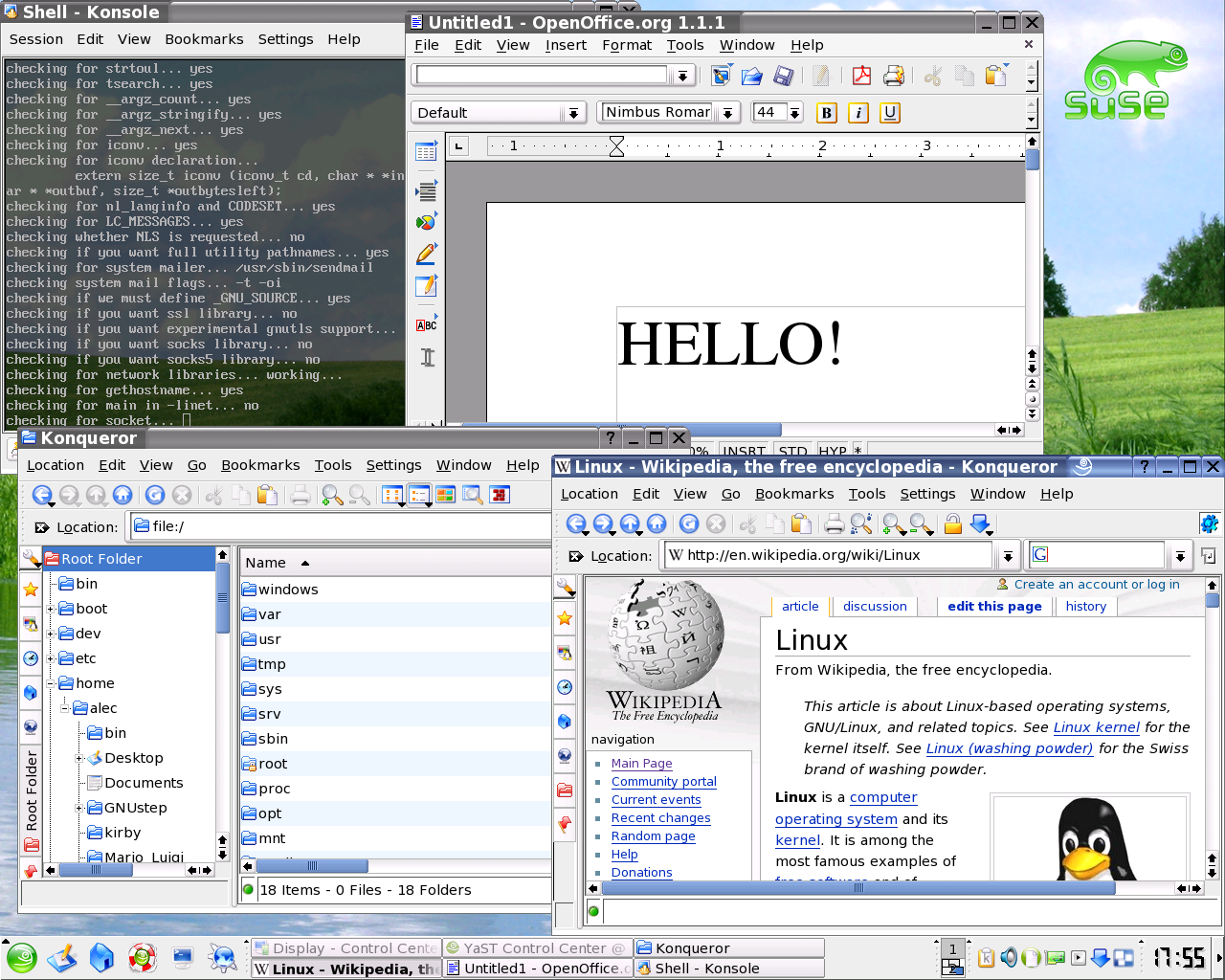
KDE 3.2.1 su SUSE Linux 9.1
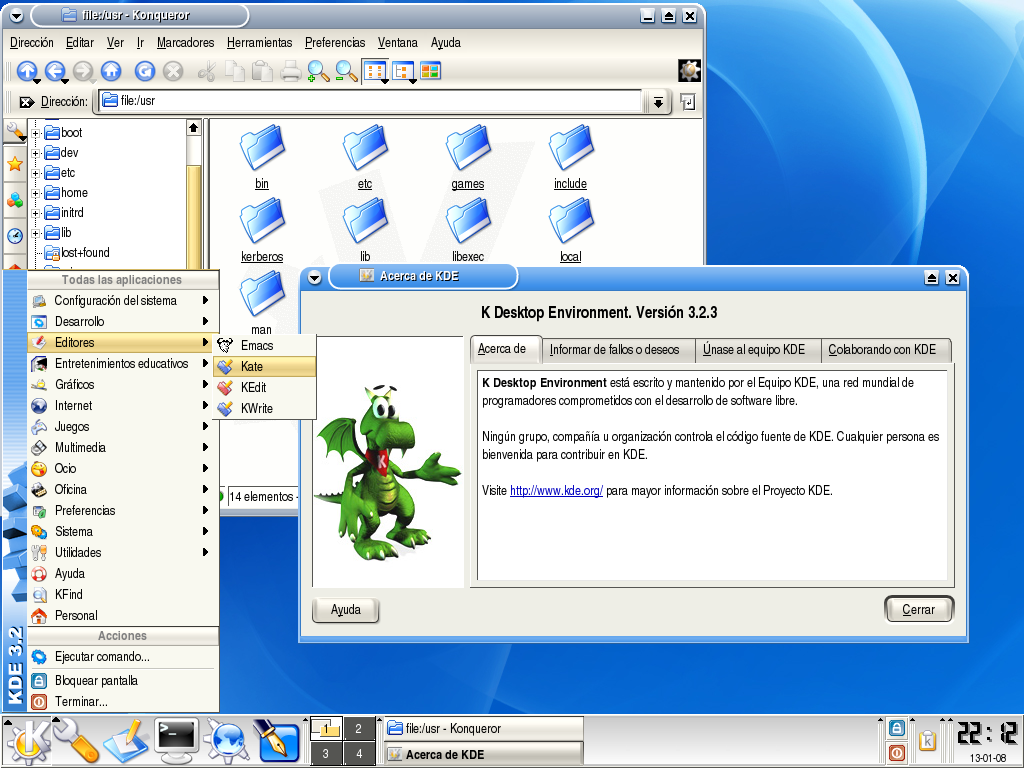
KDE 3.2.3
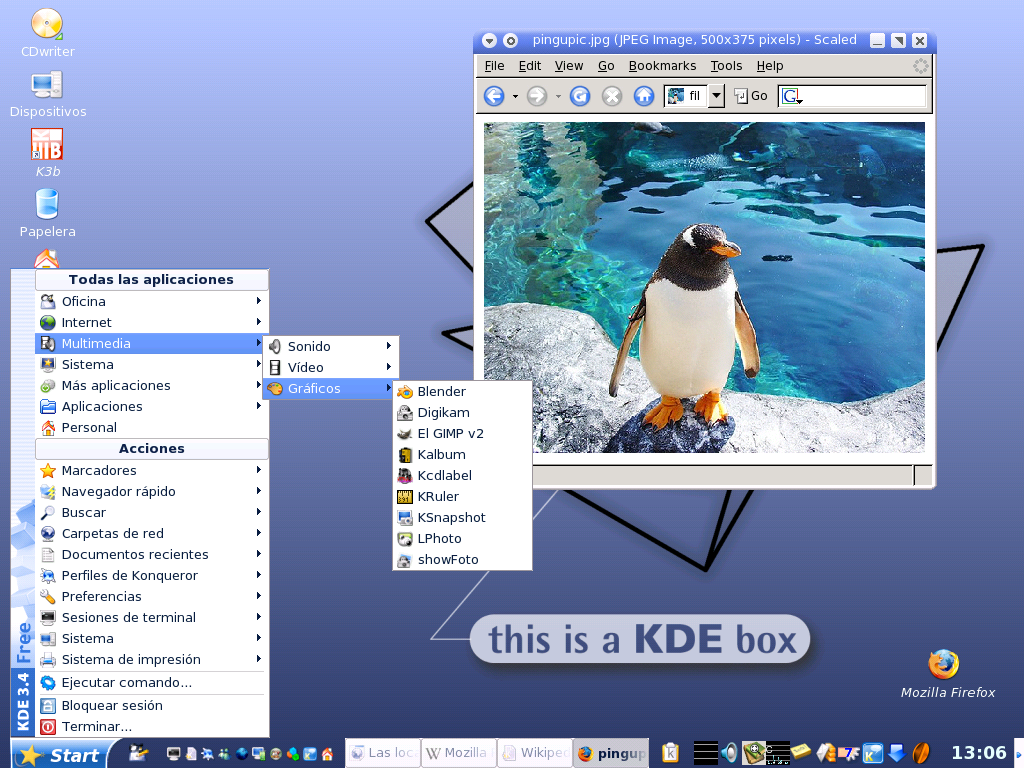
KDE con Firefox
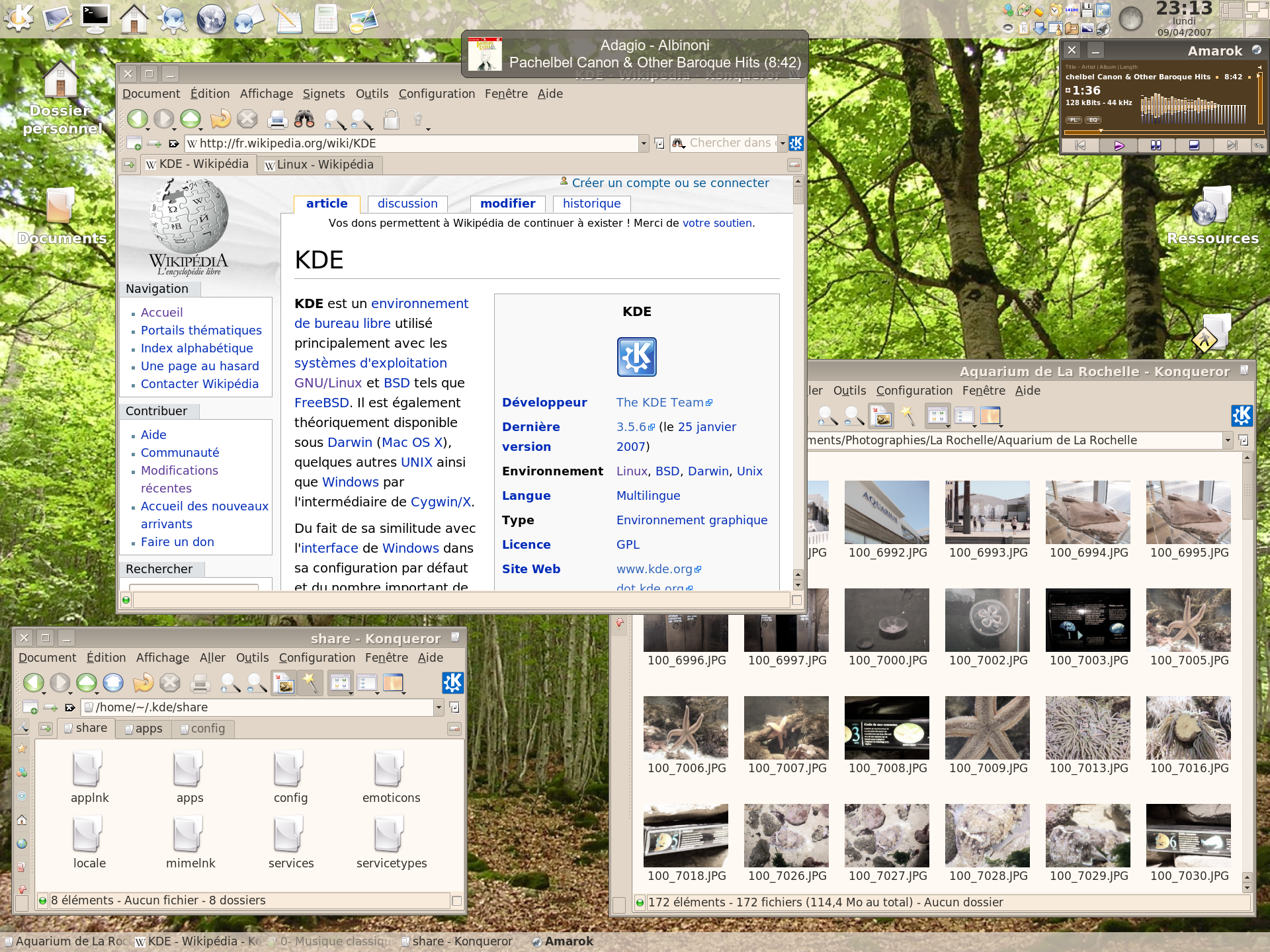
KDE 3.5.5
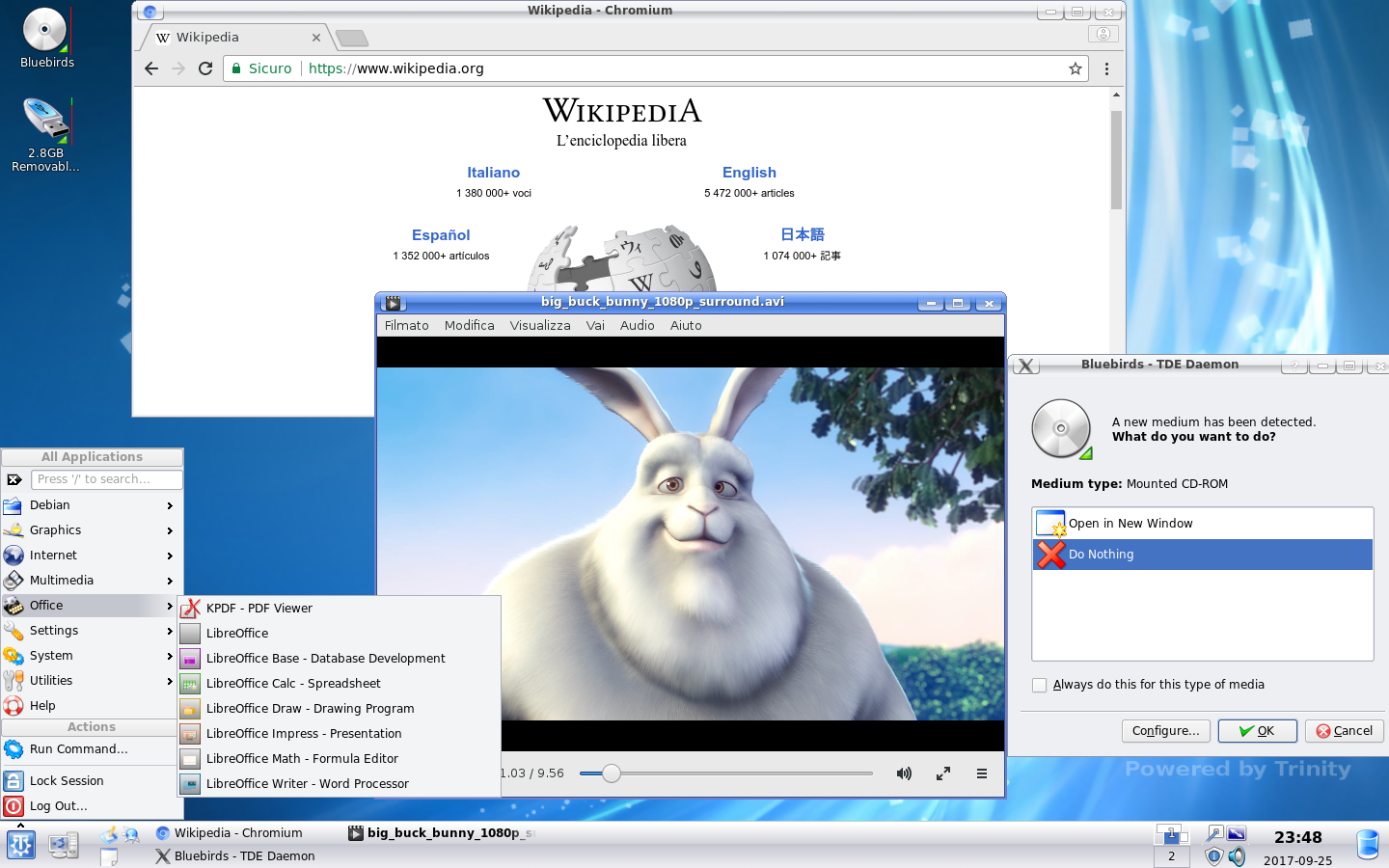
Trinity R14.0.4 installato su Linux Mint 18.2